# Pavel Šubic
Pavel Šubic, po času prvi likovnik Poljanske doline, * 22. januar 1772, Hotovlja, † 17. oktober 1847, Hotovlja.
Bil je kmet, mlinar in rezbar, ki je sprejemal tovrstna naročila iz bližnje in širše okolice. Med njegovimi deli je menda oltar v cerkvi sv. Ožbolta nad Škofjo Loko, ki ga je pozneje (1870) prenovil njegov sin Janez »loški«. S Pavlom se začenja nepretrgana vrsta rodovine slikarjev in podobarjev Šubicev.